# Марченко, Валерий Вениаминович
Вале́рий Вениами́нович Ма́рченко (укр. Валерій Веніамінович Марченко; 16 сентября 1947, Киев, УССР — 7 октября 1984 года, Ленинград, РСФСР) — украинский диссидент, правозащитник, литературовед и переводчик.

## Биография

### Ранние годы
Родился 16 сентября 1947 года в Киеве. Фамилия при рождении — Умрилов. Внук советского историка и автора многочисленных трудов по истории Украины Михаила Марченко. После окончания школы поступил на филологический факультет Киевского ордена Ленина государственного университета имени Т. Г. Шевченко, который закончил в 1970 году. В процессе обучения в университете проходил стажировку в Бакинском Университете, изучал тюркские языки.
С 1970 года Умрилов — сотрудник газеты «Літературна Україна», также он преподавал украинский язык и литературу в средней школе в Киеве. На протяжении 1971—1972 годов опубликовал переводы с азербайджанского, в том числе Сулеймана Ахундова и Джалила Мамедкулизаде, также публиковал переводы с польского языка. В 25 лет изменил свою фамилию на фамилию деда (девичью фамилию матери) — Марченко. В период 1968—1973 годов были написаны, но не опубликованы литературоведческие статьи про Николая Зерова, публицистические статьи «Киевский диалог», «Страшное какое-то бремя» и другие. В то же время Марченко печатался в молодежных изданиях Азербайджана и Туркменистана с очерками о литературных связах Украины и Азербайджана.

### Первый арест
25 июня 1973 года арестован сотрудниками КГБ УССР. Осуждён 27 декабря 1973 года по ч. 1 ст. 62 УК УССР (антисоветская пропаганда и агитация) и приговорён Киевским областным судом к 6 годам лишения свободы в колонии строгого режима и 2 годам ссылки.
Отбывал наказание в колонии строго режима для политзаключенных №35 в городе Пермь, где познакомился с украинскими правозащитниками — Иваном Светличным, Семёном Глузманом и другими. В заключении написал ряд публицистических очерков, в которых освещал условия содержания заключённых в советских лагерях, трагические события 1940—1950-х годов в Западной Украине, описанных по воспоминаниям бывших бойцов УПА.
Во время отбытия наказания у Марченко обострилось хроническое заболевание — нефрит, в связи с чем ему была присвоена 3 группа инвалидности. При этом он практически не получал адекватной медицинской помощи. После освобождения из мест заключения в 1979 году, до 1981 года находился в ссылке в Казахстане, в селе Саралжин Актюбинской области; в это время он перевел с английского языка «Декларацию независимости» Томаса Джефферсона, сочинения Эдгара Ли Мастерса, Роберта Бёрнса, Уильяма Йейтса, Уильяма Моэма, Эдгара По и других.
Несмотря на состояние здоровья и инвалидность Марченко отказался писать заявление-раскаяние. После освобождения жил в Киеве, работал сторожем. Занимался переводами с английского языка, писал публицистические статьи. Активно занимался правозащитной деятельностью, рассылал письма-протесты с осуждением существующей тоталитарной системы. Выступил против инструкции Министерства образования УССР «Об усилении изучения русского языка в школах Украины». Заочно был принят в европейский ПЕН-клуб.

### Второй арест и смерть
21 октября 1983 года Валерия Марченко арестовали во второй раз. По информации из Энциклопедии современной Украины тогда же он был принят в состав Украинской Хельсинкской группы. 14 марта 1984 года он был осуждён Киевским городским судом и приговорён к 10 годам лишения свободы в колонии особого режима и 5 годам ссылки, а также признан особо опасным рецидивистом. Для отбытия наказания был направлен в исправительно-трудовую колонию строгого режима для осуждённых за «особо опасные государственные преступления» «Пермь-36».
После прибытия Марченко в колонию «Пермь-36» специалисты Медицинского управления МВД СССР пришли к выводу, что его необходимо освободить из мест лишения свободы в связи с наличием у него неизлечимых заболеваний. Однако сотрудники КГБ не разрешили этого сделать. Лекарства, которые посылала в колонию Нина Михайловна, мать Валерия Марченко, возвращали обратно. Чтобы спасти сына, Нина Марченко обратилась к работникам «Радио Свобода», которые передали информацию о состоянии Валерия Марченко в эфире. После этого Валерия отправили в тюремную больницу в Ленинград, где он скончался 5 октября 1984 года от нефрита.
Несколько дней администрация тюремной больницы не сообщала матери о смерти сына. Долгое время не отдавали тело, требуя захоронить Марченко в Ленинграде, чтобы избежать митингов на Украине. На смерть Валерия Марченко откликнулись заявлениями Президент США Рональд Рейган, нобелевский лауреат Генрих Бёлль, и многие другие. 13 октября 1984 года, после многочисленных обращений и заявлений иностранных официальных лиц, Нине Марченко выдали тело сына, после чего она доставила его на Украину, где захоронила в селе Гатное Киевской области.

## Увековечение памяти

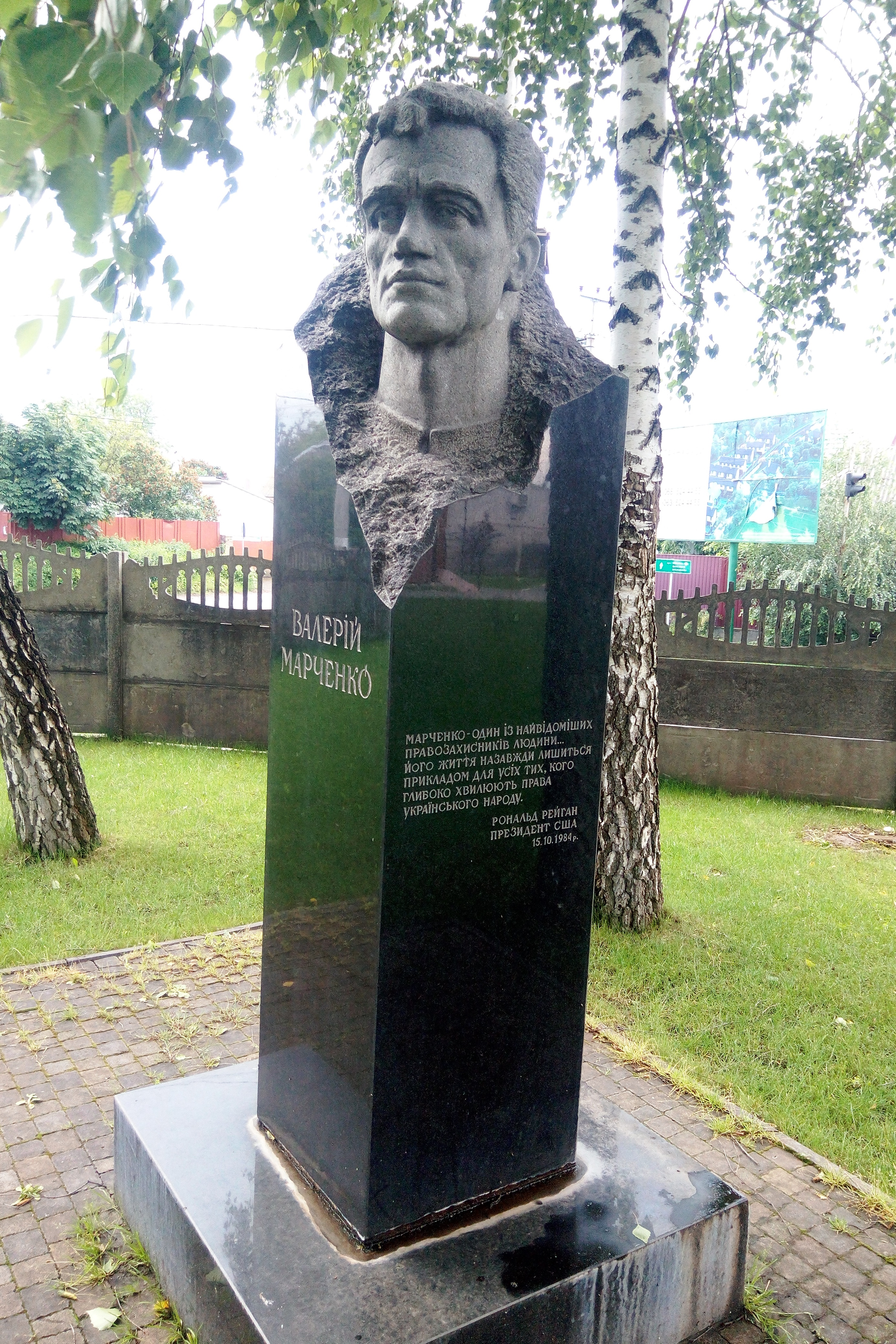
Памятник Валерию Марченко

- 22 сентября 2011 года средней общеобразовательной школе № 175 Шевченковского района города Киева было присвоено имя Валерия Марченко, в школе открыт музей, посвящённый жизни диссидента и его работам[8].
- На доме, расположенном по адресу улица Даниила Щербаковского, 72, Киев, где жил Марченко с апреля 1963 года по октябрь 1983 года, установлена мемориальная доска[9].
- 12 октября 2017 года Киевский городской совет переименовал в честь Марченко площадь в исторической местности Киева Нивки[10], а двумя днями позже, 14 октября, в центре села Гатное был открыт гранитный памятник Валерию Марченко, работы скульптора Романа Захарчука. На обелиске из чёрного гранита высечены слова американского президента Рональда Рейгана: «Его жизнь навсегда останется примером для всех, кого глубоко волнуют права украинского народа»[11].

## Награды
- Орден «За мужество» I степени — за гражданское мужество, самоотверженность в борьбе за утверждение идеалов свободы и демократии (посмертно)[12].